# Hegyaljai Alkotók Társulása
Hegyaljai Alkotók Társulása szerencsi székhelyű kulturális egyesület.

## Története
Szolnokon 1995. december 15-én Újfalusy Tóth Endre Tűzrózsák című verseskötetének bemutatásakor néhányan, ha úgy tetszik a "HATOK" egy kulturális egyesület létrehozásáról döntöttek. A döntést hamarosan tettek követték. Eredményeképpen a cégbíróság 1996. Március 16-án hivatalosan nyilvántartásba vette a szerencsi székhelyű Hegyaljai Alkotók Társulását (H.A.T.). Időszaki kiadványukat IRKA címmel szintén bejegyezték. A Társulat egyik alapító tagja Bor István Iván.
Az egyesület célként fogalmazta meg a Hegyalján élő, onnan elszármazott, vagy a tájegységhez valamilyen módon kötődő irodalommal, képzőművészettel foglalkozók, vers és prózamondók tömörítését, érdekeik képviseletét és új alkotómühelyek létrehozását. Fontos feladatuknak tartják a nemzeti hagyományok ápolását, átörökítését, az egyetemes emberi kultúra értékeinek terjesztését.
Az egyesület székhelye: Szerencs, Rákóczi-vár.

## Külső hivatkozások
- Az egyesült Szerencs weboldalán